# Melicope montana
Melicope montana är en vinruteväxtart som beskrevs av E. G. Baker. Melicope montana ingår i släktet Melicope och familjen vinruteväxter. Inga underarter finns listade i Catalogue of Life.